# Adrian Urban

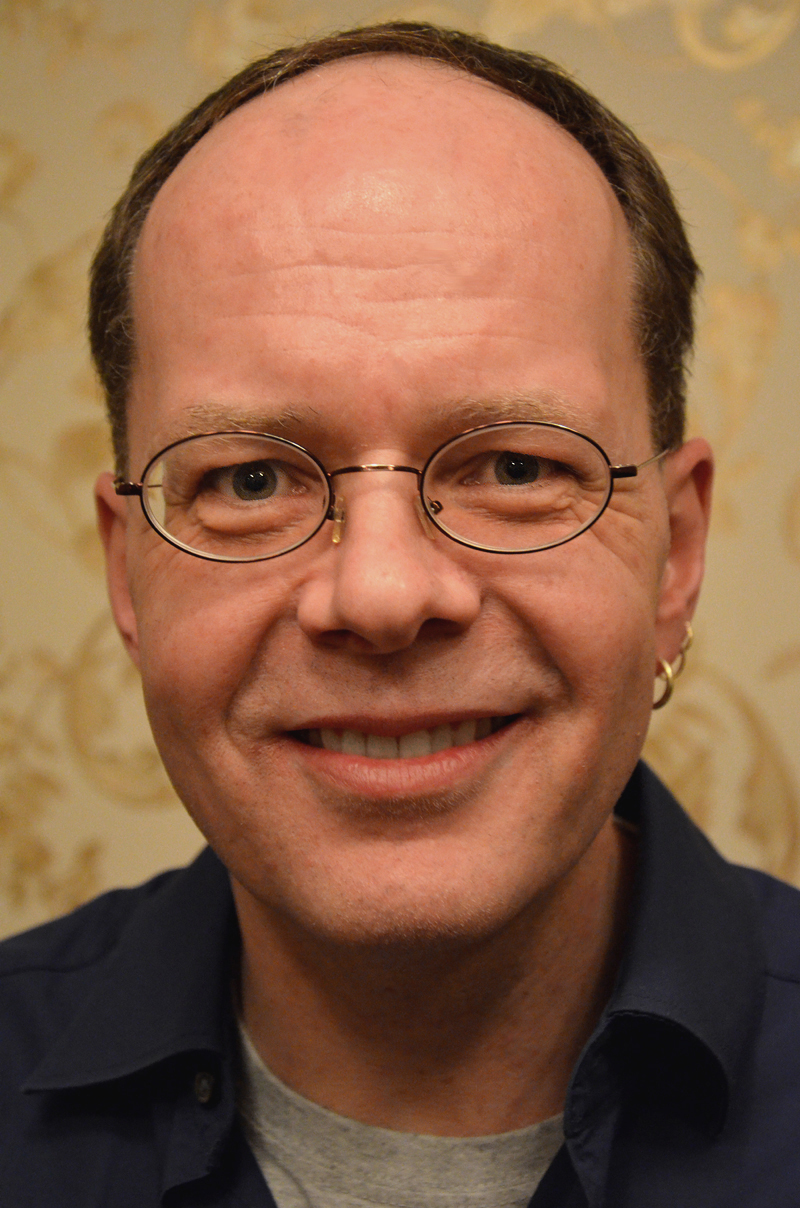
Adrian Urban (2015)

Adrian Urban (* 1966) ist ein deutscher Psychotherapeut, Publizist und Sachbuch- sowie Romanautor (Science-Fiction).

## Leben
Adrian Urban wuchs als Sohn des Wissenschaftspublizisten Martin Urban in München auf; sein jüngerer Bruder ist der Architekturhistoriker und Hochschullehrer Florian Urban (* 1970). Nach dem Studium der Psychologie in Marburg und Berlin absolvierte er eine Zusatzausbildung zum Verhaltenstherapeuten, während der er bereits als Lektor und regelmäßiger Artikelschreiber in der Süddeutschen Zeitung und anderen überregionalen Blättern arbeitete.
Seit 1999 wurde Urban auch eigenständiger Sachbuchautor im Bereich Psychologie und Pädagogik. Urbans Buch Wie funktioniert Psychotherapie entwickelte sich – trotz nur mäßiger Resonanz beim Fachpublikum – zum Geheimtipp unter psychisch Erkrankten, die mit dem Ärztelatein und den Codes auf ihren Befunden wenig anfangen können und gerne etwas mehr über ihre Befunde wissen wollen.
Urbans wohl bisher bedeutendstes Buch, Liebe mit Anhang, hat sich zu einer Art Standardwerk über die Problematik und Lösungsansätze bei Stieffamilien entwickelt.
Urban arbeitete seit 2003 als kassenzugelassener Psychotherapeut in einer privaten Praxis in der Nähe von München; seit 2010 lebt er wieder in Berlin, wo er ebenfalls in einer privaten Praxis therapeutisch tätig ist. Neben Sachbüchern schreibt er auch Romane, seine sechsteilige Science-Fiction-Reihe um die Figur Ram Collins startete im April 2022 mit dem Roman Die Killer-App.